# Hajime no Ippo
Hajime no Ippo (яп. はじめの一歩, укр. Перший крок) — серія манґи на тему боксу, написана та проілюстрована Джорджем Морікавою. З жовтня 1989 року манґа публікується видавництвом Kodansha в журналі Weekly Shonen Magazine, а станом на липень 2024 року її глави зібрані у 141 том танкобонів. Це історія старшокласника Іппо Макуноучі, який починає свою кар'єру в боксі і з часом здобуває багато титулів та перемагає різних супротивників.
Аніме-адаптація з 76 епізодів виробництва Madhouse транслювалася на Nippon TV з жовтня 2000 року по березень 2002 року. Телевізійний фільм і оригінальна відеоанімація (OVA) були випущені в 2003 році. Другий серіал під назвою Hajime no Ippo: New Challenger транслювався з січня по червень 2009 року. Третій серіал Hajime no Ippo: Rising транслювався з жовтня 2013 року по березень 2014 року.
Станом на липень 2023 року тираж манґи перевищив 100 мільйонів копій, що зробило її однією з найбільш продаваних серій манґи всіх часів. У 1991 році Hajime no Ippo виграв 15-ту премію манґи Коданся в категорії сьонен.

## Сюжет
Іппо Макуноучі — надзвичайно сором'язливий старшокласник, який не може завести друзів, бо завжди зайнятий тим, що допомагає матері керувати сімейним рибальським чартерним бізнесом. Через те, що він був замкнутим, група хуліганів на чолі з Умедзавою взяла собі за звичку знущатися над ним. Одного разу, коли ці хулігани досить серйозно побили його, професійний боксер середньої ваги, який проходив повз, зупинив їх і відвіз пораненого Іппо до спортзалу Камоґави, що належав боксеру-пенсіонеру Ґендзі Камоґаві, щоб обробити його рани. Після того, як Іппо прокинувся під звуки тренувань, боксер, який його врятував, Мамору Такамура, спробував підбадьорити Іппо, дозволивши йому виплеснути свої розчарування на мішок з піском. Саме тоді вони вперше побачили боксерський талант Іппо. Після цього випадку Іппо добре обміркував ситуацію і вирішив, що хотів би розпочати кар'єру професійного боксера. Коли він повідомляє про це Мамору Такамурі, то отримує усну догану: Такамура вважав, що Іппо занадто легковажно ставиться до професійного боксу. Однак чоловік відчував, що не може відверто відмовити Іппо, тим паче, що той пробив мішок з піском набагато сильніше, ніж будь-хто інший у залі (окрім Такамури). Тому він кидає виклик Іппо зловити 10 падаючих з дерева листочків одночасно після тижня тренувань. Повністю переконаний, що Іппо не впорається, Такамура пішов на пробіжку, продовжуючи свої дорожні роботи.
Однак після тижня важких тренувань, що включали нічні години, Іппо опановує техніку в найкоротші терміни. Він чекає на бігуна Такамуру своїм звичним шляхом і дивує його тим, що ловить усі 10 листочків, що падають, і робить це лише лівою рукою. Це дуже вражає Такамуру, і він повідомляє Іппо, що дія, необхідна для того, щоб зловити всі 10 листочків, називається боксерським джебом. Такамура запрошує Іппо до боксерського залу для знайомства.
Коли вони повернулися до спортзалу, тренер Ґендзі Камоґава був зовсім не вражений відсутністю бойового духу у Макуноучі, тому Такамура викликав Іппо на тренувальний спаринг проти одного з членів спортзалу. Однак Камоґава вирішив кинути Іппо серйозний виклик і призначив йому спаринг з Міятою, якому 16 років, тобто ровесником Іппо. Міята відомий як боксерський вундеркінд і є однією з майбутніх надій спортзалу Камоґави. Така перспектива дуже непокоїть Такамуру, адже рівень майстерності Міяти набагато вищий за професійного боксера, який проводить чотирираундові поєдинки. Як і очікувалося, Іппо програє нокаутом, але до тих пір, поки Міята з усіх сил ухиляється від його ударів і, нарешті, закінчує поєдинок зі своїм козирем: «Лічильник». Тренер Камоґава вирішує, що Іппо має великий бійцівський дух, і вирішує тренувати його, щоб він зміг згодом стати чемпіоном Японії зі світовим рейтингом, в той час, як Міята стане чемпіоном OPBF (Східно-Тихоокеанська боксерська федерація). Очікується, що обидва боксери досягнуть високих позицій у рейтингах і, врешті-решт, битимуться один з одним за пояс чемпіона світу.
Історія значною мірою зосереджена на розвитку персонажів — навіть під час поєдинків читачі дізнаються щось про обох бійців. Іппо має звичку зустрічатися зі своїми опонентами перед поєдинками, що дає йому можливість дізнатися більше про їхнє минуле і навіть поспівчувати їм. Іппо — надзвичайно боязкий і скромний хлопець, який ніколи не вважає себе достатньо сильним. Натомість він черпає мужність, бачачи силу свого суперника і розуміючи, що здатен йому протистояти. Іппо та його дружнє суперництво з Міятою є головною принадою на початку серіалу. Пізніше це змінюється на шлях Іппо до титулу чемпіона Японії у напівлегкій вазі і, зрештою, до світового чемпіонату. Попутно читачі дізнаються про минуле інших персонажів, їхню мотивацію, стосунки з іншими та поточні боксерські випробування. Колоритний склад другорядних персонажів і суперників, а також побічні історії, що стосуються їхніх шляхів у світі боксу, доповнюють серіал.

## Медіа

### Манґа
Написана та проілюстрована Джорджем Морікавою, Hajime no Ippo публікується видавництвом Kodansha в журналі Weekly Shonen Magazine з 11 жовтня 1989 року. Друкується в журналі вже понад 30 років і досягла свого 1000-го розділу в грудні 2012 року. Це одна з найтриваліших серій манґи з понад 1400 розділами, станом на 2022 рік. Перший том вийшов друком 17 лютого 1990 року. Станом на липень 2024 року видано 141 том. У червні 2021 року було оголошено, що серія отримає цифровий реліз, вперше за 33 роки публікації, починаючи з 1 липня того ж року.

### Аніме
Манґа Hajime no Ippo була адаптована у аніме-серіал. Перше 75-серійний аніме, створене Madhouse, Nippon Television і VAP, транслювалося на Nippon TV з 4 жовтня 2000 року по 27 березня 2002 року. Епізоди були зібрані на двадцять п'ять DVD, випущених VAP з 16 березня 2001 року по 21 березня 2003 року. Останній DVD містить спеціальний епізод, який не транслювався в Японії, під номером 76. Телевізійний фільм під назвою Hajime no Ippo: Champion Road вийшов в ефір 18 квітня 2003 року. Оригінальна відеоанімація (OVA) під назвою Hajime no Ippo Mashiba vs. Kimura була випущена 5 вересня 2003 року.
Другий серіал під назвою Hajime no Ippo: New Challenger транслювалася на Nippon TV з 6 січня по 30 червня 2009 року.
У 2009 році Рікія Кояма, актор озвучення Мамору Такамури, повідомив, що планується продовження телевізійного серіалу Hajime no Ippo: New Challenger. Наприкінці свого запису в блозі він написав: «Звичайно, також планується продовження!!». У липні 2013 року в 34-му номері журналу Weekly Shōnen Magazine того року було повідомлено, що третій сезон Hajime no Ippo вийде в ефір у 2013 році. Третій сезон під назвою Hajime no Ippo: Rising тривав 25 епізодів і виходив з 5 жовтня 2013 року по 29 березня 2014 року. Серіал транслювався на Crunchyroll.

### Музика
Музику для першого аніме-серіалу написав Цунео Імахорі, який також виконав третю вступну пісню. Композиції гітар, барабанів, фортепіано, валторн і комбінації інструментів використовувалися, щоб підкреслити настрій і дію сцен. Саундтрек був випущений в Японії на двох компакт-дисках, First KO і Final Round. Музику для другого серіалу написав Йошіхіса Хірано. Для третього серіалу музику написали Йошіхіса Хірано та Цунео Імахорі разом.

## Сприйняття
Hajime no Ippo виграла 15-ту премію манґи Коданся в категорії сьонен у 1991 році. Манґа також отримала спеціальну нагороду у 2019 році на 43-й церемонії премії, присвяченій 110-річчю заснування Kodansha. У опитуванні TV Asahi Manga Sōsenkyo 2021, у якому 150 000 людей проголосували за 100 найкращих серій манґи, Hajime no Ippo посіла 47 місце.
До вересня 2008 року манґа Hajime no Ippo мала понад 73 мільйони примірників. До листопада 2019 року її тираж перевищив 96 мільйонів примірників. До липня 2023 року її тираж перевищив 100 мільйонів примірників.
Anime Academy дала першому аніме-серіалу блискучу реакцію; усі п'ять рецензентів оцінили його вище 90 %, причому один назвав серіал «найкращим із кращих» спортивного жанру в аніме, а інший заявив, що «бійки та розвиток персонажа ніколи так добре не поєднувалися разом». Джіа Манрі з Fanboy.com включила серіал до списку «десятки недооцінених манґ». IGN включив Hajime no Ippo: Rising до найкращих аніме-серіалів 2010-х років.